# Parrot (ski)
Pour les articles homonymes, voir Parrot.
Parrot-Nature et la Maison du Signal sont un accueil au pied du sommet du Cézallier, au cœur du parc naturel régional des Volcans d'Auvergne. On peut en été pratiquer la randonnée, le VTT, le cyclotourisme, le cerf-volant, le parapente ou simplement la contemplation. En hiver, raquettes à neige et randonnée. En cas de fortes chutes de neige, le domaine est damé.
Avec une altitude de 1 270 m, la station de Parrot est dominée par 3 sommets : le Perche (1 511 m), le Pépendille (1 543 m) et le signal du Luguet (1 547 m).